# Pointe-à-Pitre (quận)
Quận Pointe-à-Pitre là một quận của Pháp, nằm ở tỉnh Guadeloupe, trong vùng Guadeloupe. Quận này có 23 tổng và 14 xã.

## Các đơn vị hành chính

### Các tổng
Các tổng của quận Pointe-à-Pitre là: 
1. Les Abymes - Tổng thứ nhất
2. Les Abymes - Tổng thứ nhì
3. Les Abymes - Tổng thứ ba
4. Les Abymes - Tổng thứ tư
5. Les Abymes - Tổng thứ năm
6. Anse-Bertrand
7. Capesterre-de-Marie-Galante
8. La Désirade
9. Le Gosier - Tổng thứ nhất
10. Le Gosier - Tổng thứ nhì
11. Grand-Bourg
12. Morne-à-l'Eau - Tổng thứ nhất
13. Morne-à-l'Eau - Tổng thứ nhì
14. Le Moule - Tổng thứ nhất
15. Le Moule - Tổng thứ nhì
16. Petit-Canal
17. Pointe-à-Pitre - Tổng thứ nhất
18. Pointe-à-Pitre - Tổng thứ nhì
19. Pointe-à-Pitre - Tổng thứ ba
20. Sainte-Anne - Tổng thứ nhất
21. Sainte-Anne - Tổng thứ nhì
22. Saint-François
23. Saint-Louis

### Các xã
Các xã của quận Pointe-à-Pitre, và mã INSEE là: 
| 1. Anse-Bertrand (97102) | 2. Capesterre-de-Marie-Galante (97108) | 3. Grand-Bourg (97112) | 4. La Désirade (97110)     |
| 5. Le Gosier (97113)     | 6. Le Moule (97117)                    | 7. Les Abymes (97101)  | 8. Morne-à-l'Eau (97116)   |
| 9. Petit-Canal (97119)   | 10. Pointe-à-Pitre (97120)             | 11. Port-Louis (97122) | 12. Saint-François (97125) |
| 13. Saint-Louis (97126)  | 14. Sainte-Anne (97128)                |                        |                            |